# Working in Los Alamos
Working in Los Alamos is het eerste album van de Nederlandse new wave popband The Dutch, en werd uitgebracht in 1982 in eigen beheer door de band. Dit omdat het platencontract op het laatste moment afketst. Het uit vijf songs bestaande album (drie radio opnamen en twee live nummers) klinkt als een kruising tussen Joe Jackson en Van der Graaf Generator. De songteksten van zanger Hans Croon passen in het tijdsbeeld van de jaren tachtig: ze schetsen een somber, maatschappijkritisch beeld van vervreemding, twijfel en afkeer van hypocrisie.
Het album werd gedeeltelijk geproduceerd en ontwikkeld door Shell Schellekens in de Soundpush Studio in Blaricum (Nous Sommes Très Petits), in VARA Studio 2 in mei 1982 tijdens VARA's Popkrant (Working In Los Alamos, Part 1 + Part 2) en live opgenomen in Bergen op Zoom door Dick Luchtenberg (NOS) in juni 1982 (New Words en Might Is Always Right). In april 2017 is het album geremasterd door producer Wout de Kruif en digitaal uitgebracht met twee extra tracks ("Codified Minds" en "Probation").

## Track listing
1. "Nous Sommes Très Petits" – 4:23
2. "Working In Los Alamos, Part 1 - VARA Studio 2 - mei 1982" –  3:53
3. "Working In Los Alamos, Part 2 - VARA Studio 2 - mei 1982" – 5:04
4. "New Words - Bergen op Zoom Live - juni 1982" – 3:27
5. "Might Is Always Right - Bergen op Zoom Live - juni 1982" – 3:40
6. "Codified Minds" – 3:32 (2017)
7. "Probation" – 3:27 (2017)

## Bezetting
Op Working in Los Alamos bestaat de bezetting van The Dutch uit:
- Hans Croon - zang, gitaar
- Bert Croon - zang, Keyboards
- Jan de Kruijf - bas
- Klaas Jonkmans - drums